# Shane Ross
Shane Ross, né le 11 juillet 1949, est une personnalité politique irlandaise. Il est ministre des Transports, du Tourisme et des Sports de 2016 à 2020.